# جنك ليزري

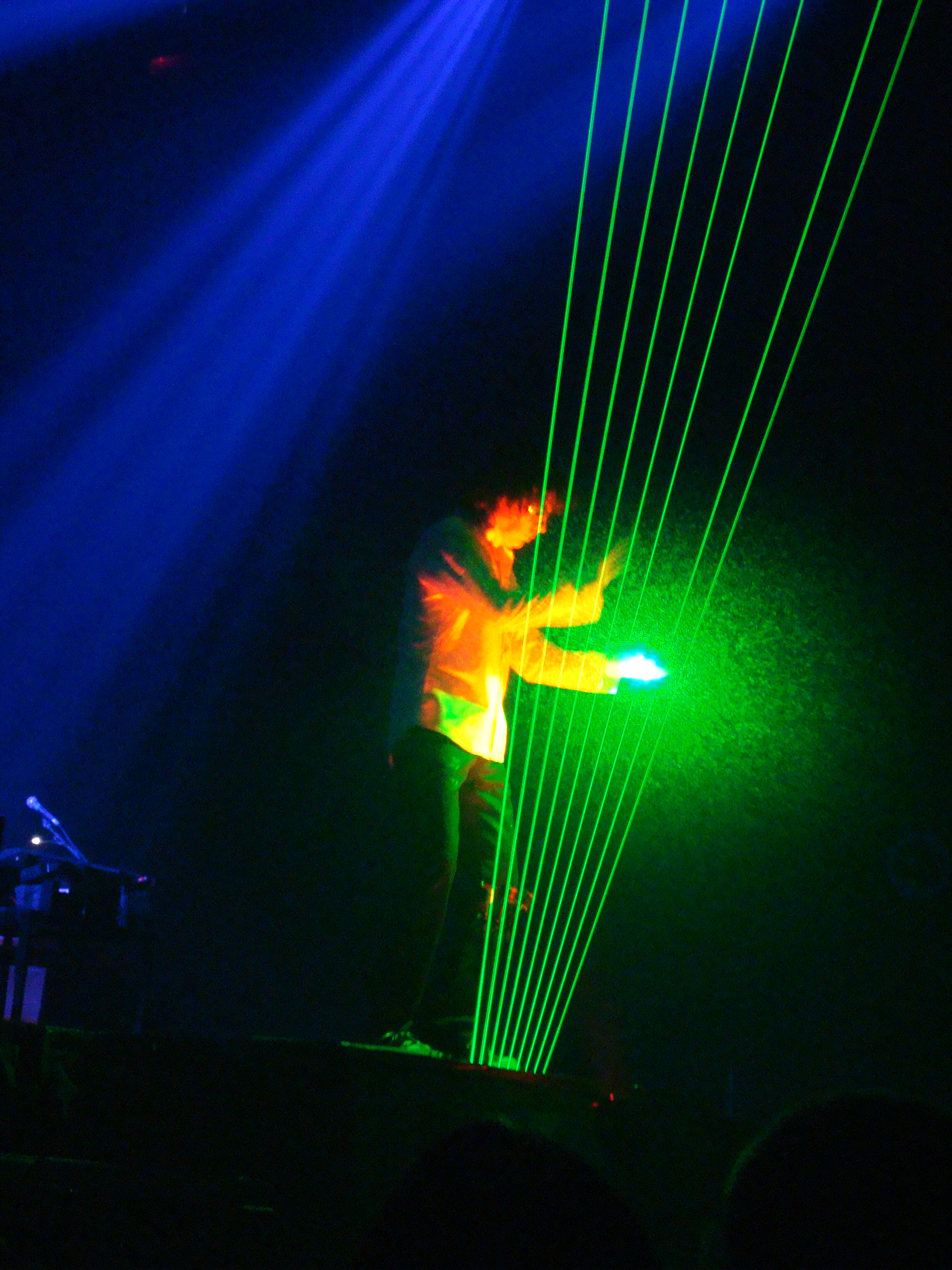
جان ميشال جار يعزف على جنك ليزري

جنك ليزري (بالإنجليزية: Laser harp)‏ هي آلة موسيقية إلكترونية، حيث تُعوَّض أوتار الجنك التقليدية بأشعة ليزر. اخترع الموسيقي الفرنسي بيرنار شاينر [الإنجليزية] مصطلح الجنك الليزر (بالفرنسية: Harpe laser)‏، بالإضافة إلى تصميمه الوظيفي الأول في عام 1981.